# Tổng giáo phận Bratislava

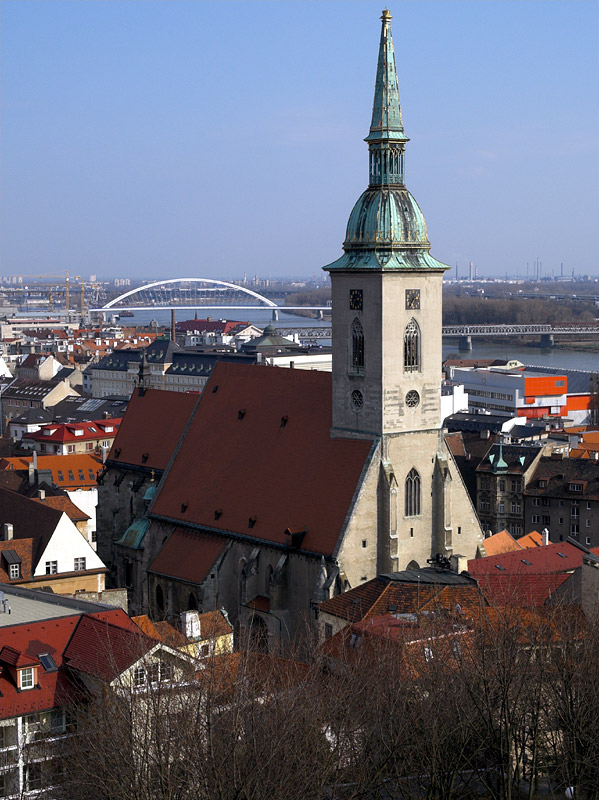
Nhà thớ Thánh Martin, Tổng Giáo Phận Bratislava.

Tổng Giáo Phận Bratislava, Slovakia (tiếng Slovak: Bratislavská arcidiecéza, tiếng Latinh: Archidioecesis Bratislaviensis) là một giáo phận của Giáo hội Công giáo Rôma tại Slovakia. Tổng Giáo Phận Bratislava thuộc miền tây Slovakia bao gồm Bratislava và khu vực tây Trnava. Tổng Giáo Phận có trụ sở ở Bratislava. Tổng giám mục hiện tại là Stanislav Zvolenský và giám mục phụ tá là Jozef Haľko.

## Lịch sử
Ban đầu Tổng Giáo Phận được thành lập với tư cách là giám quản Tông Tòa của Trnava vào ngày 29 tháng 5 năm 1922, trực thuộc Tổng giáo phận Esztergom. Theo lệnh của Giáo hoàng Phaolô VI. Ngày 30 tháng 12 năm 1977, nơi này được nâng lên thành giáo phận và đổi tên thành Tổng giáo phận Trnava. Ban đầu giáo phận có các khu vực Nitra, Banská Bystrica, Rožňava, Košice và Spiš. Ngày 31 tháng 3 năm 1995, tổng giáo phận được đổi tên thành Tổng giáo phận Bratislava-Trnava, và kể từ đó chỉ giáo phận quản lý các giáo dân của Banská Bystrica và Nitra. Lãnh thổ của Tổng giáo phận bao gồm Bratislava, Trnava, Nitra (ngoại trừ thành phố Nitra và dải nối nó với phần chính của Giáo phận Nitra) một phần nhỏ củaTrenčín và phần tây nam của vùng Banská Bystrica. Tính đến năm 2004, Tổng giáo phận có diện tích khoảng 14.000 km 2 với dân số 1.930.000 người, trong đó khoảng 70% theo đạo Công giáo.
Ngày 14 tháng 2 năm 2008, tổng giáo phận được chia tách thành nhiều giáo phận và được đổi tên từ Bratislava-Trnava thành Tổng giáo phận Bratislava. Trụ sở được chuyển từ Trnava đến Bratislava, nơi trở thành trụ sở của nhà thờ Slovakia. Trnava trở thành trụ sở của Tổng giáo phận Trnava mới được thành lập, tuy nhiên vẫn thuộc tỉnh Bratislava của giáo hội với tư cách là cơ quan chủ quản của nó. Các phần khác của giáo phận cũ đã được phân chia giữa các giáo phận Nitra và Banská Bystrica.